# Gran Premio motociclistico del Sudafrica 1985
Il Gran Premio motociclistico del Sudafrica 1985 fu il primo appuntamento del motomondiale 1985.
Si svolse il 23 marzo 1985 sul circuito di Kyalami e registrò nella classe 500 la vittoria di Eddie Lawson e di Freddie Spencer nella classe 250.
La Honda torna alla vittoria in 250, era da oltre diciassette anni che il costruttore giapponese non vinceva una gara in questa specifica classe, da quando Ralph Bryans vinse il Gran Premio del Giappone 1967. La federazione giapponese impedisce ai suoi piloti di partecipare all'evento per via dell'apartheid.

## Classe 500

### Arrivati al traguardo
| Pos | Pilota               | Moto             | Giri | Tempo     | Griglia | Punti |
| --- | -------------------- | ---------------- | ---- | --------- | ------- | ----- |
| 1   | Eddie Lawson         | Yamaha           | 30   | 42:58.000 | 2       | 15    |
| 2   | Freddie Spencer      | Honda            | 30   | +4.900    | 1       | 12    |
| 3   | Wayne Gardner        | Honda            | 30   | +22.800   | 5       | 10    |
| 4   | Ron Haslam           | Honda            | 30   | +25.400   | 4       | 8     |
| 5   | Randy Mamola         | Honda            | 30   | +43.800   | 7       | 6     |
| 6   | Christian Sarron     | Yamaha           | 30   | +51.600   | 3       | 5     |
| 7   | Didier de Radiguès   | Honda            | 30   | +1:25.600 | 9       | 4     |
| 8   | Sito Pons            | Suzuki           | 30   | +1:25.900 | 8       | 3     |
| 9   | Mike Baldwin         | Honda            | 30   | +1:26.800 | 10      | 2     |
| 10  | Thierry Espié        | Chevallier-Honda | 30   | +1:27.200 | 14      | 1     |
| 11  | Franco Uncini        | Suzuki           | 29   | +1 giro   | 11      |       |
| 12  | Dave Petersen        | Honda            | 29   | +1 giro   | 15      |       |
| 13  | Massimo Messere      | Honda            | 29   | +1 giro   | 18      |       |
| 14  | Gustav Reiner        | Honda            | 29   | +1 giro   | 16      |       |
| 15  | Wolfgang von Muralt  | Suzuki           | 29   | +1 giro   | 20      |       |
| 16  | Fabio Biliotti       | Honda            | 29   | +1 giro   | 24      |       |
| 17  | Alessandro Valesi    | Honda            | 29   | +1 giro   | 22      |       |
| 18  | Boet van Dulmen      | Honda            | 29   | +1 giro   | 17      |       |
| 19  | Keith Huewen         | Honda            | 29   | +1 giro   | 25      |       |
| 20  | Paolo Ferretti       | Honda            | 29   | +1 giro   | 20      |       |
| 21  | Dimitrios Papandreou | Yamaha           | 26   | +4 giri   | 29      |       |

### Ritirati
| Pilota             | Moto         | Giri | Motivo ritiro | Griglia |
| ------------------ | ------------ | ---- | ------------- | ------- |
| Raymond Roche      | Yamaha       | 21   |               | 6       |
| Christian Le Liard | Honda        | 7    |               | 13      |
| Massimo Broccoli   | Suzuki       | 6    |               | 26      |
| Robert McElnea     | Heron-Suzuki | 2    |               | 12      |
| Klaus Klein        | Suzuki       | 2    |               | 28      |
| Marco Greco        | Honda        | 2    |               | 27      |

### Non partiti
| Pilota         | Moto   | Griglia |
| -------------- | ------ | ------- |
| Gary Lingham   | Suzuki | 19      |
| Armando Errico | Honda  | 23      |

## Classe 250

### Arrivati al traguardo
| Pos | Pilota               | Moto          | Tempo     | Griglia | Punti |
| --- | -------------------- | ------------- | --------- | ------- | ----- |
| 1   | Freddie Spencer      | Honda         | 41:56.300 | 2       | 15    |
| 2   | Anton Mang           | Honda         | +7.100    | 5       | 12    |
| 3   | Mario Rademeyer      | Yamaha        | +7.500    | 3       | 10    |
| 4   | Carlos Lavado        | Yamaha        | +14.600   | 1       | 8     |
| 5   | Martin Wimmer        | Yamaha        | +32.700   | 4       | 6     |
| 6   | Carlos Cardús        | Cobas-Rotax   | +41.400   | 8       | 5     |
| 7   | Jean-François Baldé  | Pernod        | +47.300   | 6       | 4     |
| 8   | Stéphane Mertens     | Yamaha        | +52.800   | 19      | 3     |
| 9   | Fausto Ricci         | Honda         | +52.800   | 11      | 2     |
| 10  | Jacques Cornu        | Parisienne    | +1:00.300 | 12      | 1     |
| 11  | Jean-Michel Mattioli | Yamaha        | +1:00.900 | 18      |       |
| 12  | Loris Reggiani       | Aprilia       | +1:22.400 | 17      |       |
| 13  | Maurizio Vitali      | Garelli       | +1:23.000 | 20      |       |
| 14  | Ivan Palazzese       | Yamaha        | +1:23.100 | 26      |       |
| 15  | Patrick Fernandez    | Cobas-Rotax   | +1:24.900 | 7       |       |
| 16  | Alan Carter          | Honda         | +1:33.400 | 16      |       |
| 17  | Harald Eckl          | Juchem-Yamaha | +1 giro   | 25      |       |
| 18  | Robbie Petersen      | Honda         | +1 giro   | 32      |       |
| 19  | Donnie McLeod        | Armstrong     | +1 giro   | 24      |       |
| 20  | Luis Miguel Reyes    | Cobas-Rotax   | +1 giro   | 9       |       |
| 21  | Massimo Matteoni     | Honda         | +1 giro   | 22      |       |
| 22  | Reinhold Roth        | Juchem-Yamaha | +1 giro   | 15      |       |
| 23  | Dave Estment         | Honda         | +1 giro   | 34      |       |
| 24  | Niall Mackenzie      | Armstrong     | +1 giro   | 33      |       |
| 25  | David Amond          | Yamaha        | +1 giro   | 36      |       |
| 26  | Hans Becker          | Yamaha        | +1 giro   | 13      |       |
| 27  | Steve Williams       | Yamaha        | +1 giro   | 23      |       |
| 28  | Russell Wood         | Yamaha        | +1 giro   | 31      |       |

### Ritirati
| Pilota              | Moto        | Motivo ritiro | Griglia |
| ------------------- | ----------- | ------------- | ------- |
| Herbert Besendörfer | Yamaha      |               | 21      |
| Siegfried Minich    | Yamaha      |               | 30      |
| Andy Watts          | EMC         |               | 35      |
| Juan Garriga        | Cobas-Rotax |               | 27      |
| Manfred Herweh      | Real-Rotax  |               | 14      |
| Gary Noel           | EMC         |               | 28      |
| Jacky Onda          | Pernod      |               | 29      |

### Non partito
| Pilota         | Moto   | Griglia |
| -------------- | ------ | ------- |
| August Auinger | Bartol | 10      |

### Non qualificati
| Pilota             | Moto    |
| ------------------ | ------- |
| Guy Bertin         | Malanca |
| Kevin Hellyer      | Yamaha  |
| Antonio Garcia     | Kobas   |
| Leonard Alan Dibon | Yamaha  |
| Jean-Luc Guillemet | Yamaha  |
| Davide Tardozzi    | Malanca |
| Jean D'Assonville  | Yamaha  |
| Philippe Pagano    | Yamaha  |
| Peter Hubbard      | Rotax   |
| Ronan Schulz       | Yamaha  |
| Graham Singer      | Rotax   |
| Danny Bristol      | Yamaha  |
| Warren Bristol     | Yamaha  |
| Ángel Nieto        | Garelli |
| Vincenzo Cascino   | Yamaha  |